# Cắt Madagascar
Cắt Madagascar (danh pháp hai phần: Falco newtoni) là một loài chim lá thuộc chi Cắt trong họ Cắt (Falconidae).
Loài này phân bố ở Madagascar.

## Hình ảnh

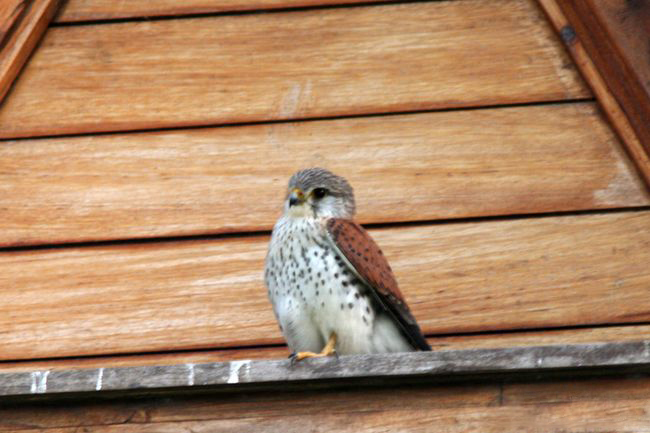
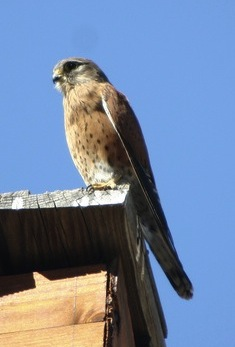
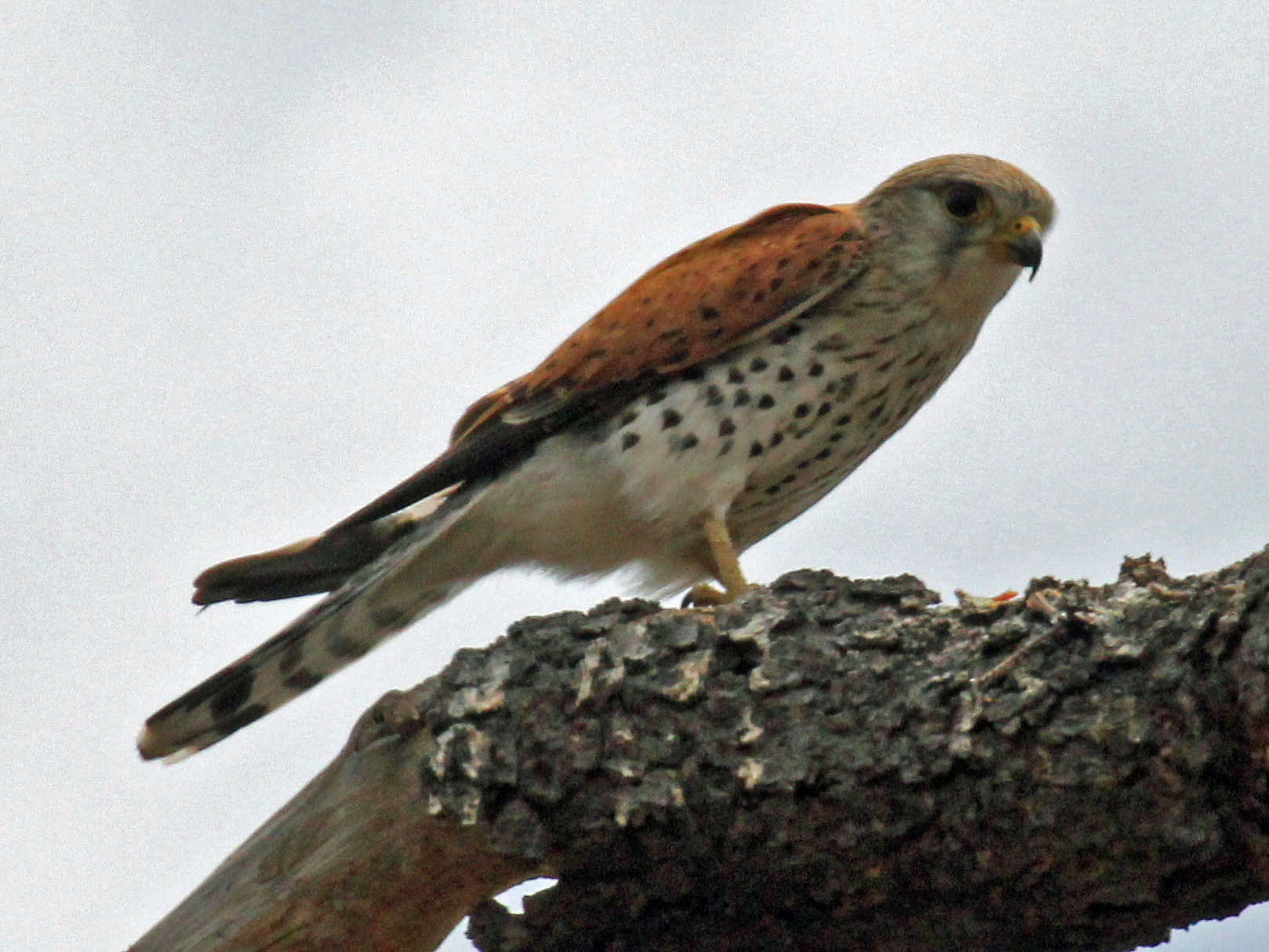